# Harmanpreet Kaur

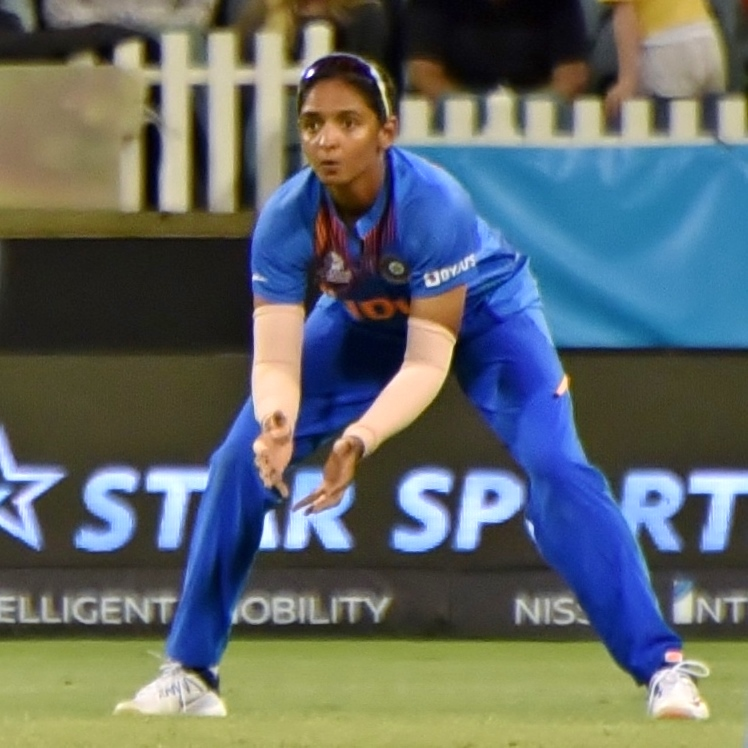
Kaur in 2020

Harmanpreet Kaur (Moga (Punjab, India), 8 maart 1989) is een Indiase cricketspeler die de aanvoerder is van het Indiase nationale cricketteam voor vrouwen in alle speelstijlen. Ze speelt voor en is aanvoerder van de Mumbai Indians in de Women's Premier League. Ze speelt als allrounder voor het Indiase nationale cricketteam voor vrouwen; en ontving in 2017 de Arjuna Award voor Cricket van het Ministerie van Jeugdzaken en Sport.
Kaur heeft diverse records op haar naam binnen het Indiase vrouwencricket. Zo was ze in november 2018 de eerste vrouw voor India die een century (slagbeurt van meer dan 100 runs) scoorde in een Women's Twenty20 International (WT20I)-wedstrijd, is ze de enige Indiase vrouwelijke cricketspeler met meer dan 3000 runs in T20I's en is ze een van de slechts drie Indiase vrouwen die meer 3.000 runs in Women's One Day Internationals (WODI). In oktober 2019, tijdens de reeks tegen Zuid-Afrika, was ze de eerste cricketspeler voor India, man of vrouw, die in 100 internationale Twenty20-wedstrijden speelde.

## Vroege leven
Kaur werd geboren op 8 maart 1989 in Moga, Punjab, als dochter van volleybal- en basketbalspeler Harmandar Singh Bhullar en Satwinder Kaur. Haar ouders zijn gedoopte Sikhs. Haar jongere zus Hemjeet studeerde Engels en werkt als assistent-professor aan het Guru Nanak College in Moga. Haar vader, die later griffier werd bij een rechtbank, was ooit een aspirant-cricketspeler. Hij was de eerste coach van Harman toen ze met de sport begon. Ze ging cricket beoefenen nadat ze zich had aangesloten bij de Gian Jyoti School Academy, 30 km van haar woonplaats in Moga, waar ze trainde onder Kamaldeesh Singh Sodhi. Harman speelde met mannen in de begindagen van haar carrière. Ze verhuisde in 2014 naar Mumbai, waar ze voor de Indian Railways ging werken. Harmanpreet werd geïnspireerd door Virender Sehwag, een van de bekendste Indiase cricketspelers uit haar jeugd.
Ze beweert een Bachelor of Arts te hebben behaald aan de Chaudhary Charan Singh Universiteit in Meerut, Uttar Pradesh; hoewel een onderzoek door universiteitsfunctionarissen geen gegevens naar voren bracht over haar inschrijving, en concludeerde dat de claim onjuist was. Dit was tijdens een verzoek om verificatie door de politie van Punjab, na haar ere-benoeming als plaatsvervangend hoofdinspecteur van politie - een benoeming die later zou worden teruggedraaid. Andere berichten geven aan dat ze heeft gestudeerd aan het Hans Raj Mahila Maha Vidyalaya college (binnen de Guru Nanak Dev Universiteit ) in Jalandhar, Punjab.

## Carrière
In maart 2009 maakte ze op 20-jarige leeftijd haar WODI-debuut in een wedstrijd tegen Pakistan tijdens het wereldkampioenschap en in juni maakte ze haar debuut in Twenty20 International tegen Engeland. Ze werd aangewezen als aanvoerder van de Indiase vrouwen voor de finale van de Women's Twenty20 Asia Cup 2012 tegen Pakistan, toen aanvoerder Mithali Raj en vice-captain Jhulan Goswami afwezig waren vanwege blessures. India won de finale met 81 punten verschil.
In maart 2013 werd ze benoemd tot ODI-aanvoerder van de Indiase dames toen het damesteam van Bangladesh door India toerde. In de serie scoorde Kaur haar tweede ODI-century. In augustus 2014 was ze een van de acht debuutspelers die tegen het Engelse cricketteam speelden in een testwedstrijd. In november 2014 pakte ze 9 wickets in een testwedstrijd tegen Zuid-Afrika, gespeeld en hielp India de wedstrijd te winnen met een inning en 34 runs verschil.

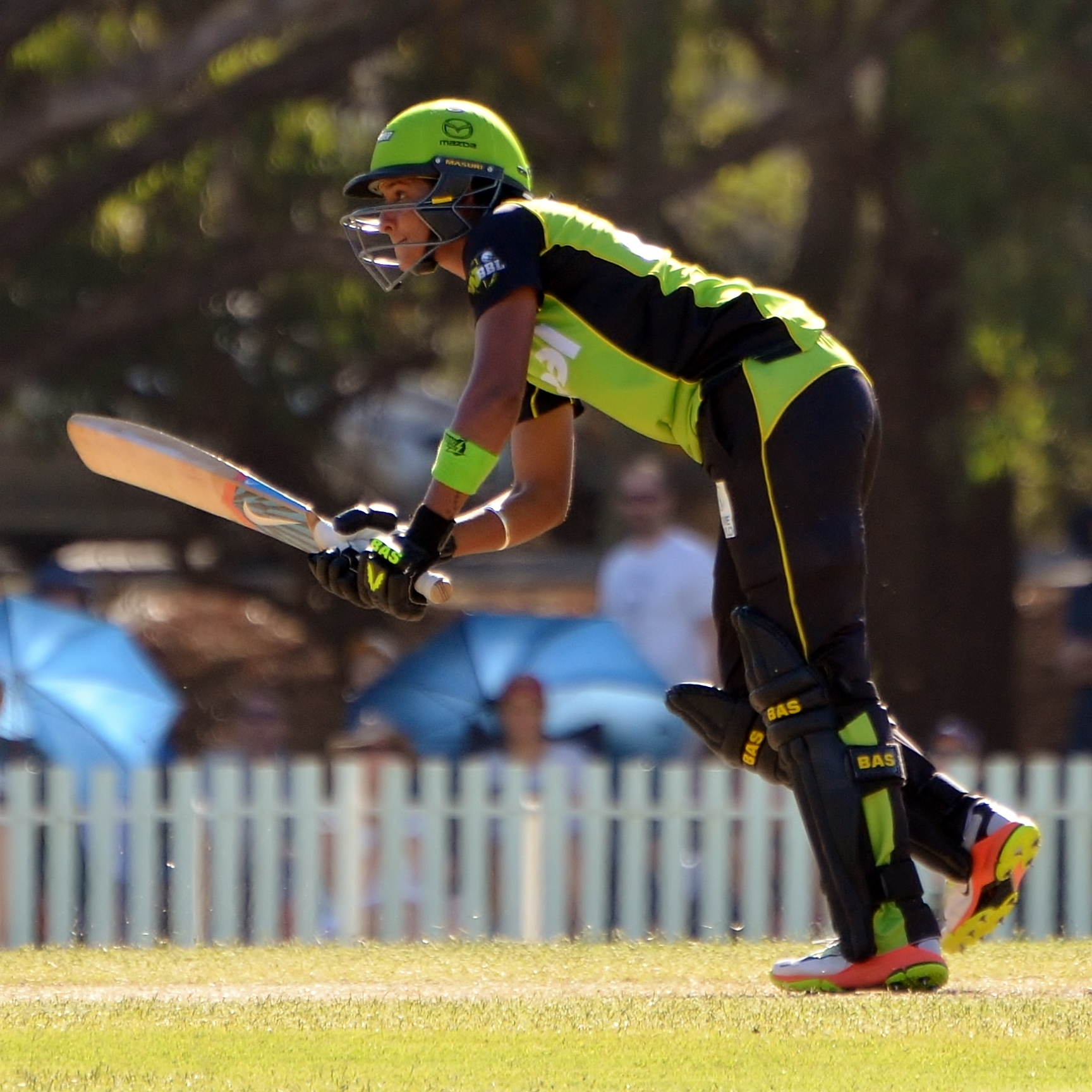
Kaur sloeg voor Sydney Thunder in januari 2017

In juni 2016 werd ze de eerste vrouwelijke Indiase cricketspeler die tekende bij een buitenlandse Twenty20-franchise. De Australische club Sydney Thunder, toen de kampioen van de Women's Big Bash League, contracteerde haar voor het seizoen 2016-2017. In datzelfde jaar was ze succesvol als international, en behaalde ze de op-een-na hoogste score (171) voor een Indiase slagvrouw in eendaagse wedstrijden. Ze maakte deel uit van het Indiase team dat de finale bereikte van de Women's Cricket World Cup 2017, waar het team met negen punten nipt verloor van Engeland. In juli 2017 werd Kaur na Mithali Raj de tweede Indiase slagvrouw die in de top-10 van de ICC Women's ODI Player Rankings stond. In december 2017 werd ze aangewezen als een van de spelers in het ICC Women's T20I Team of the Year.

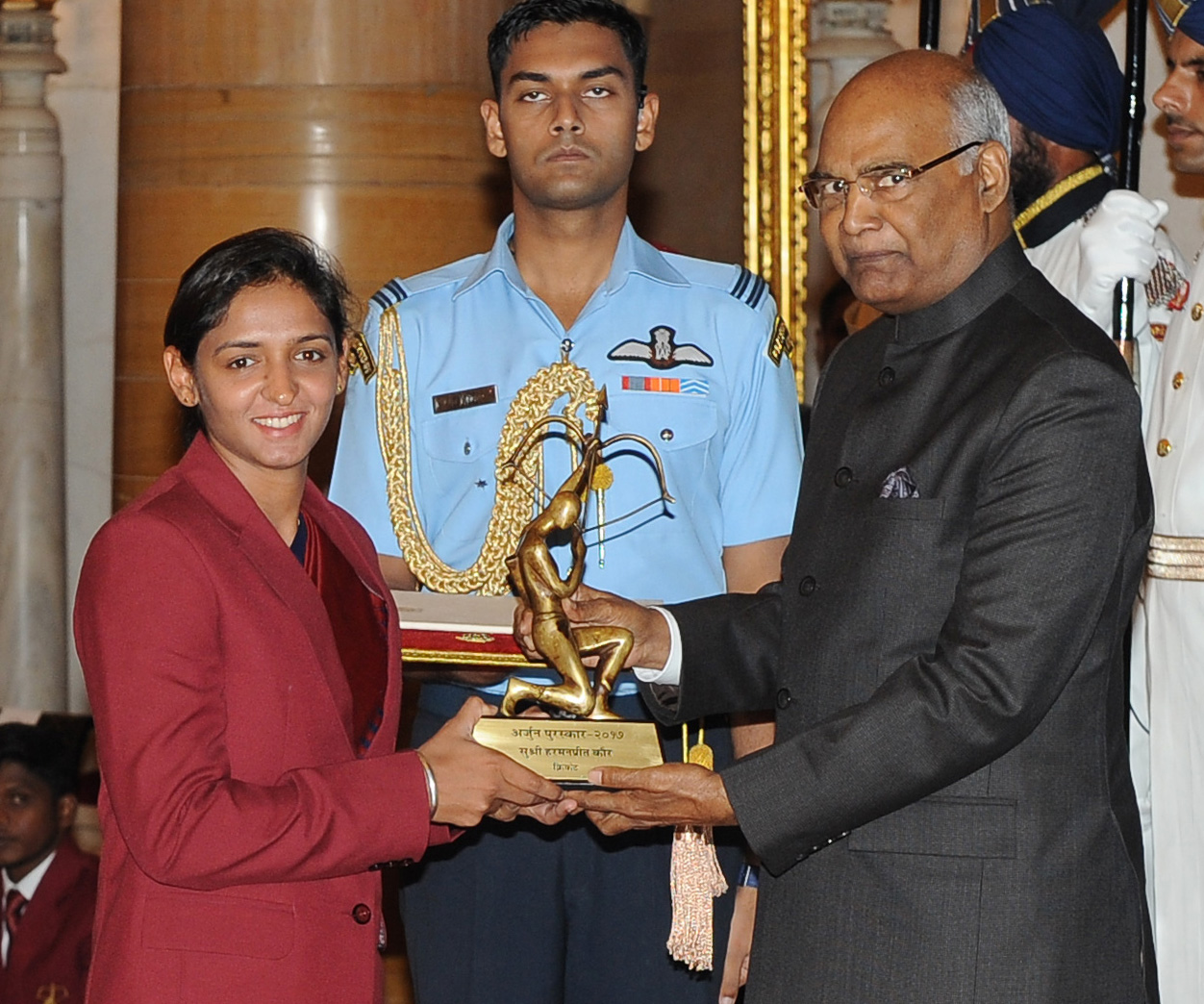
Kaur ontvangt de Arjuna Award in 2020

In oktober 2018 werd ze benoemd tot aanvoerder van de Indiase ploeg voor het ICC Women's World Twenty20-toernooi van 2018 in West-Indië. In de openingswedstrijd van het toernooi, tegen Nieuw-Zeeland, werd ze de eerste vrouw voor India die een century scoorde in WT20Is, toen ze 103 runs maakte uit 51 ballen. Ze was de belangrijkste puntenscorer voor India in het toernooi, met 183 runs in vijf wedstrijden.
In november 2018 werd ze opgenomen in de selectie van Sydney Thunder voor het Women's Big Bash League-seizoen 2018/19. In januari 2020 werd ze wederom benoemd tot aanvoerder van de Indiase ploeg voor de ICC Women's T20 World Cup 2020 in Australië. In 2021 werd ze door de Manchester Originals opgeroepen voor het eerste seizoen van The Hundred. Ze speelde in 3 wedstrijden en scoorde 104 runs voordat ze zich terugtrok uit het toernooi vanwege een blessure.
In maart 2021 werd ze in een wedstrijd tegen Zuid-Afrika de vijfde Indiase vrouwelijke cricketspeler die het land vertegenwoordigde in ten minste 100 WODI's. In mei 2021 werd ze benoemd tot vice-captain van India's Testploeg voor hun eenmalige wedstrijd tegen Engeland. In september 2021 werd ze gecontracteerd door de Melbourne Renegades voor het Women's Big Bash League-seizoen 2021–22.
In januari 2022 werd ze opgeroepen voor het Indiase team voor de Wereldbeker Cricket Dames 2022 in Nieuw-Zeeland en in juli 2022 werd ze benoemd tot aanvoerder van het Indiase team voor het crickettoernooi op de Commonwealth Games 2022 in Birmingham, Engeland.
In februari 2023 werd ze tijdens de eerste Women's Premier League-veiling voor ₹ 1,80 crores (€ 16 miljoen) aangekocht door de Mumbai Indians, die onder haar leiding vervolgens de competitie wonnen.
In juli 2023 werd Kaur bestraft door de International Cricket Council (ICC) wegens haar uitbarstingen en kritiek op de wedstrijdleiding tijdens een wedstrijd tegen Bangladesh (onder meer 75% van haar vergoeding en een schorsing). Ze bekende schuldig te zijn aan twee afzonderlijke aanklachten: een uitbarsting op het veld, en publieke kritiek en disrespect tijdens de fotosessie. Ze was hiermee de eerste speelster die een level 2 veroordeling aan de broek kreeg sinds de ICC deze publiekelijk ging beoordelen in 2016.

## Palmares

### Team
- Wereldbeker cricket dames : 3e plaats 2009
- ICC Wereldbeker T20 Dames : halve finalisten 2009, 2010, 2023 ; tweedeprijswinnaars 2020
- Twenty20 Asia Cup Dames : Kampioenen 2012, 2016, 2022
- Premier League Dames : Kampioen 2023[61]
- Zilveren medaille in cricket op de Commonwealth Games 2022
- Gouden medaille in cricket op de Aziatische Spelen van 2022

### Individueel
- Arjuna-prijs voor cricket: 2017[5]
- Big Bash League-speler van het toernooi voor dames : 2021–22[62]
- Een van de vijf Wisden Cricketers van het Jaar : 2023[63]
- Tijd 100 Volgende : 2023[64]
- BBC 's 100 vrouwenlijst : 2023.[65]